# マリアンネ・ヴェルナー
マリアンネ・ヴェルナー（Marianne Werner、1924年1月4日 - 2023年7月22日）は、旧西ドイツの陸上競技選手。1952年ヘルシンキオリンピックの銀メダリストである。ノルトライン＝ヴェストファーレン州コースフェルト郡デュルメン出身。
ヴェルナーは、ヘルシンキオリンピックでは砲丸投に出場。ソ連のガリナ・ジビナに次いで銀メダルを獲得。彼女は4年後のメルボルンオリンピックにも出場し、この大会でも、ソ連のタマラ・テシケビッチ、ジビナに次いで銅メダルを獲得した。